# ساتی ۹۴۳۸
سیارک ۹۴۳۸ (به انگلیسی: 9438 Satie، نامگذاری:1997EE16) نه هزار و چهارصد و سی و هشتمین سیارک کشف شده‌است که در ۵ مارس ۱۹۹۷ کشف شد.
قدر مطلق سیارک برابر ۱۶٫۳۰ است.